# 이인 (고려)
이인(李韌, ? ~ 1381년 6월)은 고려 후기의 문신으로, 본관은 안변(安邊)이다.

## 생애
1355년(공민왕 4) 동진사(同進士) 6위로 문과에 급제했다.
1362년(공민왕 11) 전 사관편수관(史館編修官)으로서 글을 올려 시무(時務) 10조를 진술했으며, 1364년(공민왕 13) 전교부령(典校副令)으로서 대호군(大護軍) 이성림(李成林)과 함께 장사성(張士誠)에게 보빙사(報聘使)로 파견되었다.
일찍이 신돈(辛旽)의 문객이 되었는데, 1371년(공민왕 20) 선부의랑(選部議郞)으로 재직 중 신돈이 왕을 제거하려는 흉모(凶謀)를 꾸몄다.
이인이 이를 알아내어 몰래 적기(籍記)했다가 성명을 숨기고 글을 써서 재상 김속명(金續命)의 집에 던지고 달아났으며, 김속명이 그 글의 내용을 왕에게 아뢰어 신돈과 그 일당은 주살되었다.
1381년(우왕 7) 지문하부사상의(知門下府事商議)로 재직 중 졸했으며, 익효(翼孝)라는 시호를 받았다.